# Sympycnus seticosta
Sympycnus seticosta är en tvåvingeart som beskrevs av Negrobov 1973. Sympycnus seticosta ingår i släktet Sympycnus och familjen styltflugor. Inga underarter finns listade i Catalogue of Life.